# Stephan Embacher
Stephan Embacher (12 gennaio 2006) è un saltatore con gli sci austriaco.

## Biografia
Attivo dal luglio del 2018, Embacher ai Mondiali juniores di Whistler 2023 ha vinto la medaglia d'oro nella gara a squadre e ha esordito in Coppa del Mondo il 3 gennaio 2024 a Innsbruck (13º); ai Mondiali juniores di Planica 2024 ha vinto la medaglia d'oro nel trampolino normale, nella gara a squadre e nella gara a squadre mista e il 2 marzo seguente ha conquistato il primo podio in Coppa del Mondo nella gara a squadre disputata a Lahti (2º). Ai Mondiali juniores di Schilpario/Lake Placid 2025 ha vinto la medaglia d'oro nel trampolino normale e nella gara a squadre e quella di bronzo nella gara a squadre mista; non ha preso parte a rassegne olimpiche o iridate.

## Palmarès

### Mondiali juniores
- 7 medaglie:
  - 6 ori (gara a squadre a Whistler 2023; trampolino normale, gara a squadre, gara a squadre mista a Planica 2024; trampolino normale, gara a squadre a Schilpario/Lake Placid 2025)
  - 1 bronzo (gara a squadre mista a Schilpario/Lake Placid 2025)

### Coppa del Mondo
- Miglior piazzamento in classifica generale: 39º nel 2024
- 1 podio (a squadre):
  - 1 secondo posto